# Thelymitra imbricata
Thelymitra imbricata är en orkidéart som beskrevs av David Lloyd Jones och Mark Alwin Clements. Thelymitra imbricata ingår i släktet Thelymitra och familjen orkidéer.
Artens utbredningsområde är Tasmanien. Inga underarter finns listade i Catalogue of Life.